# نشيد الكويت الوطني
النشيد الوطني الكويتي من كلمات الشاعر أحمد العدواني، وألحان إبراهيم الصولة، وتوزيع أحمد علي. بدأ في دولة الكويت استخدام النشيد في 25 فبراير من عام 1978 حتى يومنا هذا.
كانت فكرة عمل نشيد الكويت الوطني نابعة من مجلس الوزراء في دولة الكويت، والذي كان يترأسه الشيخ جابر الأحمد الصباح إبان ولايته للعهد، وبإشراف مباشر منه بصفته رئيسا لمجلس الوزراء في عهد الشيخ صباح السالم الصباح. وقد تم تشكيل لجنة من مجلس الوزراء برئاسة الشيخ جابر الأحمد، أعلنت عن قيام مسابقة مفتوحة لتقديم كلمات وألحان النشيد الوطني ليحل محل السلام الأميري والذي كان مستخدمًا منذ استقلال الكويت عام 1961، وقد انتهت أعمال اللجنة إلى اختيار هذا النشيد كي يكون نشيد الكويت الوطني، وتم تحديد يوم الوطني في ذلك العام كي يكون اليوم الأول لاستخدام النشيد.
وعلى الرغم من أن اختيار النشيد تم بعهد الشيخ صباح السالم الصباح إلا أنه لم يستخدم بعهده بسبب وفاته بتاريخ 31 ديسمبر 1977. وكما كان مقررا بدء استخدام النشيد في يوم الاحتفال بالعيد الوطني للكويت وكان وقتها قد تم الانتهاء من فترة الحداد على الأمير الأسبق الشيخ صباح السالم الصباح.

## وصلات خارجية
- استمع لنشيد الكويت الوطني